# آلیوشا ژورگا
آلیوشا ژورگا (انگلیسی: Aljoša Žorga؛ زادهٔ ۲۵ فوریهٔ ۱۹۴۷) بازیکن بسکتبال اهل یوگسلاوی بود.